# Randal Kolo Muani
Randal Kolo Muani (* 5. prosince 1998 Bondy) je francouzský profesionální fotbalista, který hraje na pozici útočníka. Je hráčem francouzského klubu Paris Saint-Germain FC . Od roku 2025 je na hostování v Junventusu FC. Je členem francouzské reprezentace.

## Klubová kariéra
Randal Kolo Muani se narodil 5. prosince 1998 v Bondy, Seine-Saint-Denis. Je konžského původu.

### Nantes
Kolo Muani hrál za různé kluby v okolí Paříže, než v roce 2015 přestoupil do mládežnické akademie Nantes. 4. června 2018 podepsal s Nantes svou první profesionální smlouvu. Svůj debut si odbyl 30. listopadu 2018 při prohře 3:0 v Ligue 1 se Saint-Étienne.
V srpnu 2019 odešel Kolo Muani na roční hostování do třetiligového týmu Boulogne.

### Eintracht Frankfurt
Dne 4. března 2022 podepsal bundesligový klub Eintracht Frankfurt s Kolo Muanim, kterému vypršela smlouva v Nantes, předčasnou smlouvu. S klubem podepsal pětiletou smlouvu. 26. října 2022 vstřelil svůj první gól v Lize mistrů, a to při výhře 2:1 nad Marseille. 1. listopadu vstřelil vítězný gól při venkovním vítězství 2:1 nad portugalským Sportingem, a pomohl tak Frankfurtu k historicky prvnímu postupu do vyřazovací fáze Ligy mistrů.

## Reprezentační kariéra
Kolo Muani je bývalým francouzským mládežnickým reprezentantem.
Dne 15. září 2022 obdržel Kolo Muani svou první pozvánku do francouzského národního týmu, a to na dva zápasy Ligy národů UEFA. 16. listopadu 2022 nahradil zraněného Christophera Nkunkua v nominaci na mistrovství světa. 14. prosince vstřelil svůj první reprezentační gól v semifinálovém zápase proti Maroku, když se trefil po odražené střele Kyliana Mbappého. Stal se také třetím nejrychlejším hráčem, který vstřelil gól jako střídající hráč na mistrovství světa, po 44 sekundách, pouze za Richardem Moralesem a Ebbe Sandem.

## Statistiky

### Klubové
K 13. listopadu 2022
| Klub                | Sezóna  | Liga                 | Liga   | Liga | Pohár  | Pohár | Evropské poháry | Evropské poháry | Ostatní | Ostatní | Celkem | Celkem |
| Klub                | Sezóna  | Liga                 | Zápasy | Góly | Zápasy | Góly  | Zápasy          | Góly            | Zápasy  | Góly    | Zápasy | Góly   |
| ------------------- | ------- | -------------------- | ------ | ---- | ------ | ----- | --------------- | --------------- | ------- | ------- | ------ | ------ |
| Nantes              | 2018/19 | Ligue 1              | 6      | 0    | 0      | 0     | —               | —               | 0       | 0       | 6      | 0      |
| Nantes              | 2020/21 | Ligue 1              | 37     | 9    | 1      | 0     | —               | —               | 2       | 1       | 40     | 10     |
| Nantes              | 2021/22 | Ligue 1              | 36     | 12   | 5      | 1     | —               | —               | —       | —       | 41     | 13     |
| Nantes              | Celkem  | Celkem               | 79     | 21   | 6      | 1     | —               | —               | 2       | 1       | 87     | 23     |
| Boulogne (host.)    | 2019/20 | Championnat National | 14     | 3    | —      | —     | —               | —               | —       | —       | 14     | 3      |
| Eintracht Frankfurt | 2022/23 | Bundesliga           | 14     | 5    | 2      | 1     | 6               | 2               | 1       | 0       | 23     | 8      |
| Celkem              | Celkem  | Celkem               | 169    | 46   | 8      | 2     | 6               | 2               | 3       | 1       | 186    | 51     |

### Reprezentační
K 14. prosinci 2022
| Francie | Francie | Francie |
| Rok     | Zápasy  | Góly    |
| ------- | ------- | ------- |
| 2022    | 4       | 1       |
| Celkem  | 4       | 1       |

#### Reprezentační góly
| Gól | Datum             | Místo                        | Soupeř | Skóre | Výsledek | Soutěž                 |
| --- | ----------------- | ---------------------------- | ------ | ----- | -------- | ---------------------- |
| 1.  | 14. prosinec 2022 | Stadion Bajt, Al Chúr, Katar | Maroko | 2:0   | 2:0      | Mistrovství světa 2022 |

## Ocenění

### Klubová

#### Nantes
- Coupe de France: 2021/22[19]

### Individuální
- Nejlepší jedenáctka sezóny Bundesligy podle kickeru – 2022/23[20]